# Умнак
Умнак (алеут. Unmax, Umnax, англ. Umnak) — один з Лисячих островів у складі Алеутських островів. Площа суходолу 1,776,76 км², третій за площею острів Алеутського архіпелагу та 19 за площею острів у Сполучених Штатах. На острові є велика вулканічна кальдера на горі Окмок і єдине поле гейзерів на Алясці (8 діючих гейзерів). Відокремлений від острова Уналаска протокою Умнак. В 2000 році на острові постійно проживало лише 39 осіб.